# كتاب الزنج
كتاب الزنج هو كتاب تاريخ بالعربي يتناول تاريخ الزنج (الزنج، الزنجي) الذين يعيشون في شرق إفريقيا منذ أصولهم وحتى مطلع القرن العشرين.
يوجد مخطوطان من هذا الكتاب، يحتوي الأحدث منهما على نص موسع. أما المخطوط الأقدم، والمُشار إليه [الإنجليزية] بالمخطوط K أو C، فقد كُتب بعد عام 1888 بفترة وجيزة. وفي عام 1923، كان بحوزة قاضٍ في كيسمايو، حيث حصل إنريكو تشيرولي [الإنجليزية] على نسخة منه. أما المخطوط الأحدث، والمُشار إليه [الإنجليزية] بالمخطوط L أو W، فقد كُتب بعد عام 1902 في مدينة ويتو الكونية [الإنجليزية] وأُعطيَ إلى أليس ورنر. وقد حصل عليه إنريكو تشيرولي [الإنجليزية] عام 1926. وقد تُرجم كلا المخطوطين إلى الإنجليزية.
مؤلفا النسختين من الكتاب مجهولان. النص مكتوب بلغة عربية ضعيفة الجودة، ويبدو أن لغة المؤلفين الأم كانت السواحلية. ويحتوي النص على العديد من التعبيرات السواحلية، بالإضافة إلى رباعية أدبية [الإنجليزية] مكتوبة بالسواحلية. كتب كلا المؤلفين نسختهما في جزر باجوني وكانا متعاطفين مع حكام باتي المسلمين [الإنجليزية] ومدينة سيوو [الإنجليزية]، لكنهما كانا معاديين لحكام مزروعي وحكام مومباسا [الإنجليزية]. كان الغرض من الكتاب هو تتبع أصول دخول العربية والإسلام بين السواحليين منذ وأيام الإسلام الأولى في المنطقة، وإظهار استمراريتهم بسبب البعثات العباسية إلى شرق إفريقيا، وهجرات الفرس، والاستعمار الأوروبي.
القيمة التاريخية لـالكتاب غير مؤكدة، ويرون فيه نزعة مائلة للعرب والمسلمين. كان إنريكو تشيرولي [الإنجليزية] يعتقد أنه قد يحمل بعض القيمة التاريخية. كما جادل نيفيل تشيتيك [الإنجليزية] بأن الكتاب يحتفظ بتقاليد موثوقة ودقيقة عن بدايات توسع البانتو في شرق إفريقيا. إلا أن الأبحاث الأثرية لم تسفر عن أدلة كافية لدعم هذا الادعاء. تتشابه نسختا الكتاب وكتاب كوكب الدرية لأخبار إفريقية في محتواهما حتى القرن السابع عشر، ربما لاعتمادهما على مصادر مكتوبة مشتركة أو تقاليد شفوية متشابهة، لكنهما يختلفان بدرجة أكبر في روايات الأحداث اللاحقة. يقدم جيمس ريتشي وسيغفارد فون سيكارد خمسة أسباب تدعم احتمالية أن يكون التاريخ المبكر في الكتاب أكثر من مجرد خيال أو أسطورة، مع التأكيد على ضرورة إجراء مزيد من الأبحاث الأثرية والتاريخية للتحقق من ذلك.
تبدأ كلا النسختين برواية لعنة حام، ثم تتطرقان إلى تاريخ السبئيين (القرن التاسع – القرن الأول ق.م) والحميريين، بما في ذلك قصة عام الفيل. يصف الكتاب قبائل الكشور، وهم من شعوب مجكيندا الذين عاشوا في شونغوايا [الإنجليزية] على ضفاف نهر جوبا حتى أجبرتهم هجرات الأورومو [الإنجليزية] على الانتقال جنوبًا، بالإضافة إلى عدة موجات من الهجرة العربية إلى شرق إفريقيا، سواء قبل الإسلام أو بعده، ووصول البرتغاليين بقيادة فاسكو دا غاما. كما يوثق الكتاب المذنبات العظيمة التي ظهرت في الأعوام 1830، و1844، و1845، و1854، و1860، و1861 [الإنجليزية]، و1882 [الإنجليزية]، و1901 [الإنجليزية]. تنتهي مخطوطة K بوفاة السلطان برغش بن سعيد سلطان زنجبار وتولي خليفة بن سعيد الحكم عام 1888، بينما تنتهي مخطوطة L بوفاة السلطان حمود بن محمد عام 1902 وخلافة علي بن حمود البوسعيد، مع الإشارة إلى أنه كان مجرد سلطان اسمي تحت ظل الإمبراطورية البريطانية.
اعتبر ريتشارد ف. مورتون أن الكتاب وثيقة قانونية لاستخدام القضاة المسلمين، لكن تشيتيك رفض هذا الرأي.

## مقتطفات
تبدأ عملية تحرير المخطوطة K، كالآتي:
الحمد لله الخالق البارئ، الودود، ذو الفضل والكرم والسخاء، الذي جعل لخلقه ألوانًا، الأبيض والأحمر والأسود، وفضَّل بعضهم على بعض في السيادة واتساع الملك والسعادة، وقيل بأنه قد قُضيَ بأن من دعا عليه والده بسواد وجهه وذريته، سيكونوا عبدًا حتى ذرية حفيده. والصلاة والسلام على المصطفى المحمود، وعلى آله وأصحابه، أهل الركوع والسجود.

## فهرس
- Chittick، Neville (1976). "The Book of the Zenj and the Miji Kenda". International Journal of African Historical Studies. ج. 9 ع. 1: 68–73. JSTOR:217391.
- Ritchie، James McL.؛ von Sicard، Sigvard، المحررون (2020). An Azanian Trio: Three East African Arabic Historical Documents. Brill.